# Eubischofimyia analis
Eubischofimyia analis är en tvåvingeart som beskrevs av Townsend 1927. Eubischofimyia analis ingår i släktet Eubischofimyia och familjen parasitflugor. Inga underarter finns listade i Catalogue of Life.